# Николай Бауман (фильм)
«Никола́й Ба́уман» — советский художественный фильм о российском революционере Николае Баумане (1873—1905).

## Сюжет
Рассказ о последних годах жизни революционера. О его общении с рабочими и артистической богемой, убийстве и похоронах.

## В ролях
- Игорь Ледогоров — Николай Бауман
- Ефим Копелян — Савва Морозов
- Элина Быстрицкая — Мария Андреева
- Ирина Мирошниченко — Надежда Бауман
- Игорь Дмитриев — Василий Качалов
- Владимир Балон — Илья Сац
- Сергей Никоненко — Виктор
- Наталья Величко — Нина
- Геннадий Юхтин — Кудряшов
- Наталья Суровегина — Саша
- Олег Голубицкий — Волков
- Родион Александров — Зотов
- Лев Поляков — Котов
- Александр Калягин (дебют) — Марат
- Станислав Симонов — половой в трактире
- Александр Малокиенко —
- Ольга Гобзева — дама на похоронах (в титрах не указана)
- Вадим Захарченко — Поджарый
- Пётр Любешкин — надзиратель
- Анатолий Обухов —
- Наталья Крачковская —  (в титрах не указана)
- Валентин Ткаченко
- Аркадий Толбузин — Бережной

## Съёмочная группа
- Режиссёр — Семён Туманов
- Сценаристы — Георгий Капралов, Семён Туманов
- Оператор — Георгий Куприянов
- Композитор — Владимир Рубин
- Художник-постановщик — Василий Щербак
- Художник по костюмам — Лидия Наумова
- Монтажёр —
- Звукооператор —

## Технические данные
- чёрно-белый
- широкоэкранный

## Награды
- 1968 — вторая премия ВКФ в Ленинграде за лучшую мужскую роль (Ефим Копелян)